# Foncea
Foncea tỉnh và cộng đồng tự trị La Rioja, phía bắc Tây Ban Nha. Đô thị này có diện tích là 22,72 ki-lô-mét vuông, dân số năm 2009 là 109 người với mật độ 4,8 người/km². Đô thị này có cự ly 23 km so với Logroño.